# Marco Barba

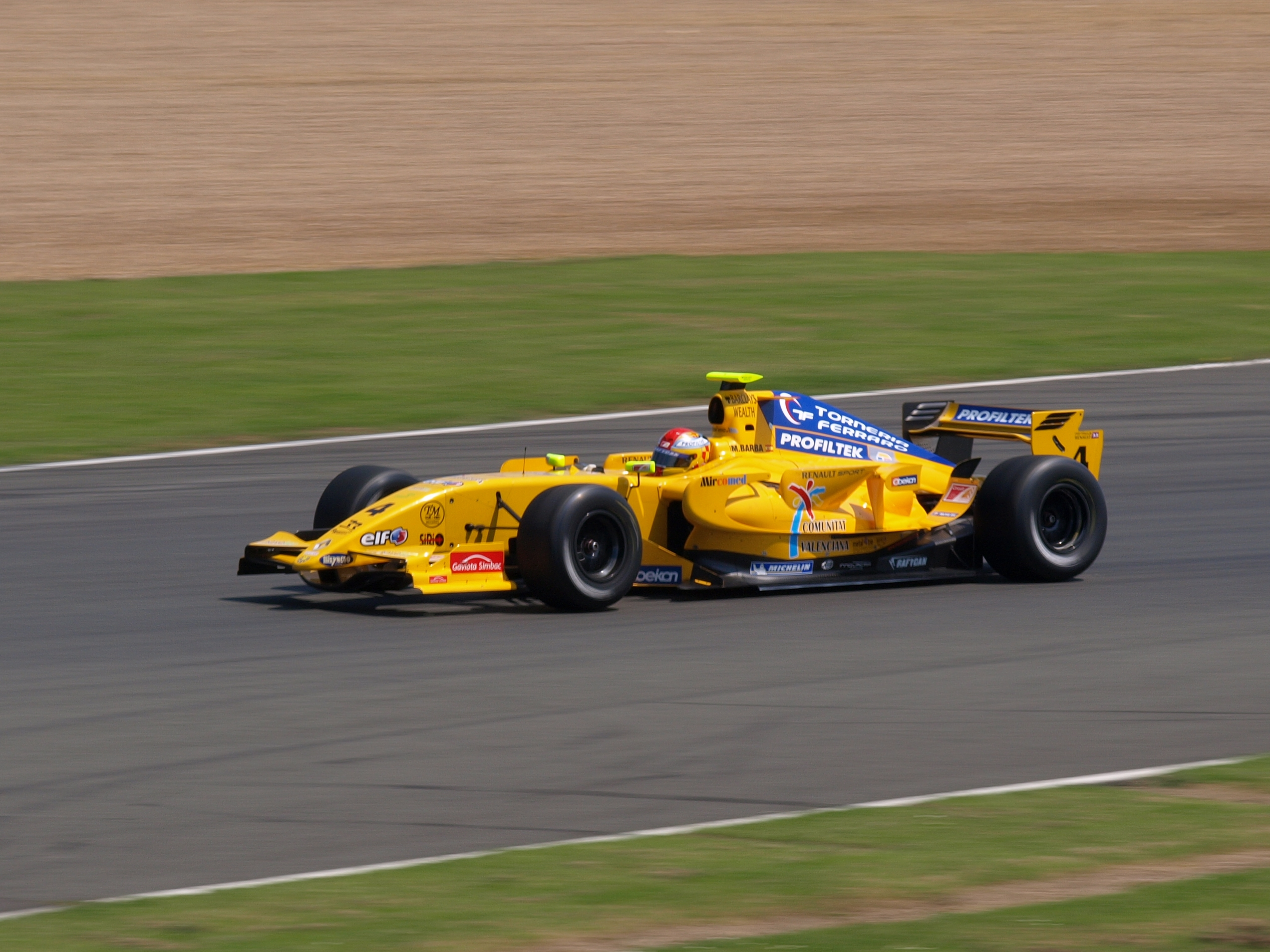
Marco Barba in Silverstone in der Formel Renault 3.5 2008.

Marco Antonio Barba López (* 10. November 1985 in Sevilla) ist ein spanischer Automobilrennfahrer. Er ist ein Bruder des Rennfahrers Álvaro Barba. 2010 gewann er den Meistertitel der European F3 Open.

## Karriere
Barba begann seine Motorsportkarriere 2000 im Kartsport, den er bis 2003 ausübte. Bereits 2002 gab er außerdem sein Debüt im Formelsport in der spanischen Formel Renault Junior, in der er bis 2004 aktiv war. Nachdem er 2003 den 12. Platz in der Gesamtwertung belegt hatte, gewann er 2004 den Vizemeistertitel hinter Michael Herck. Darüber hinaus gab er sein Debüt in der spanischen Formel-3-Meisterschaft, in der er an drei Rennen teilnahm. 2005 startete Barba in der spanischen Formel 3 und belegte in dieser Kategorie mit zwei Siegen den zehnten Gesamtrang und den dritten Platz der B-Klasse. 2006 startete er erneut in der spanischen Formel 3. Mit einem Sieg belegte er diese Saison den siebten Rang der Meisterschaft. Außerdem feierte Barba in diesem Jahr sein Debüt in der Formel Renault 3.5, in der er an sechs Rennen teilnahm. 2007 bestritt Barba seine dritte komplette Saison in der spanischen Formel-3-Meisterschaft und es gelang ihm diesmal den Vizemeistertitel hinter seinem Teamkollegen und Landsmann Máximo Cortés zu gewinnen. Dabei fehlten ihm nur vier Punkte zum Titelgewinn.
2008 wechselte Barba zu Draco Racing in die Formel Renault 3.5 und wurde Teamkollege des Belgiers Bertrand Baguette. Am Saisonende belegte Barba den 14. Gesamtrang und wurde damit deutlich von seinem Teamkollegen geschlagen, der mit einem Sieg Siebter wurde. 2009 blieb der Spanier zusammen mit Baguette bei Draco Racing. Während Baguette den Meistertitel gewinnen konnte, erreichte Barba mit zwei zweiten Plätzen als bestes Resultat den neunten Gesamtrang. Dabei hatte Baguette mehr als dreifach so viel Punkte wie Barba erzielt.
2010 wechselte Barba in die European F3 Open, der Nachfolgeserie der spanischen Formel 3. Für Cedars Motorsport startend gewann er 6 von 16 Rennen und entschied den Meistertitel gegen Callum MacLeod mit 154 zu 112 Punkten für sich. Außerdem nahm er als Vertretung für den verletzten Simon Trummer für Jenzer Motorsport an einem Rennwochenende der GP3-Serie teil. 2011 nahm Barba für Campos Racing an der Auto GP teil. Nach den ersten drei Veranstaltungen entschloss sich Barba seine Motorsportkarriere zu unterbrechen und beendete die Saison vorzeitig. Am Saisonende belegte er den 15. Gesamtrang.

## Karrierestationen
| - 2000–2003: Kartsport - 2002: Spanische Formel Renault Junior - 2003: Spanische Formel Renault Junior (Platz 12) - 2004: Spanische Formel Renault Junior (Platz 2) - 2005: Spanische Formel 3 (Platz 10) | - 2006: Spanische Formel 3 (Platz 7) - 2006: Formel Renault 3.5 - 2007: Spanische Formel 3 (Platz 2) - 2008: Formel Renault 3.5 (Platz 14) - 2009: Formel Renault 3.5 (Platz 9) | - 2010: European F3 Open (Meister) - 2010: GP3-Serie (Platz 35) - 2011: Auto GP (Platz 15) |